# Azizah, la fille du fleuve
Pour plus de détails, voir Fiche technique et Distribution.
Azizah, la fille du fleuve est un téléfilm réalisé en 1986 par Patrick Jamain.
Il a été en grande partie tourné en Côte d'Ivoire dans la ville de Grand-Bassam.

## Synopsis
La vie, dans un petit village d’Afrique noire, au temps de la colonisation, est troublée par l’arrivée d’une jeune et belle métisse, fille cachée de l’un des colons.

## Fiche technique
Source : IMDb, sauf mention contraire
- Titre français : Azizah, la fille du fleuve
- Réalisateur : Patrick Jamain
- Scénario adapté d'après le roman de Henri Crouzat : Azizah de Niamkoko (1986)
- Musique du film : Serge Franklin
- Société de production : Antenne 2
- Format : Couleur - Son mono
- Pays d'origine : France
- Genre : Film dramatique
- Durée : 3h10
- Date de sortie : 1986 en France

## Distribution
- Julien Guiomar
- Sidiki Bakaba
- Tola Koukoui
- Jean-François Garreaud
- Olivier Cruveiller
- Jacques Richard
- Patrice Melennec
- Jean-Paul Comart
- Michel Auclair
- Pascal Decolland